# Армо (Империја)
Армо (итал. Armo) је насеље у Италији у округу Империја, региону Лигурија.
Према процени из 2011. у насељу је живело 81 становника. Насеље се налази на надморској висини од 600 м.

## Становништво
| 1936. | 1951. | 1961. | 1971. | 1981. | 1991. | 2001. | 2011. |
| ----- | ----- | ----- | ----- | ----- | ----- | ----- | ----- |
| 308   | 278   | 205   | 180   | 153   | 139   | 129   | 124   |